# Тан-Пай, Йегошуа

Йегошуа Тан-Пай (первоначальное имя Ши́ке (Шикл) Буде́штский; ивр. יהושע טן-פי‎; 2 июля 1914, Кишинёв, Бессарабская губерния, Российская империя — 1988, Иерусалим, Израиль) — израильский поэт, журналист, переводчик. Писал на иврите.

## Биография
Родился в Кишинёве в религиозной семье; родители — Шойл-Хаскл Моисеевич Будештский (Будештер, 1873—?) и Махля-Меня Моисеевна Брилль — поженились в 1898 году. Там же окончил религиозную гимназию «Моген-Довид» раввина И.-Л. Цирельсона (движения «Агудас-Исроэл»). В 1934 году уехал в подмандатную Палестину, был рабочим в киббуце молодёжного левосионистского движения «Ха-шомер ха-цаир». В 1937—1938 годах учился в Париже, вернувшись в Палестину работал учителем. С 1942 года — член редколлегии центральной газеты «Га-Арец» в Тель-Авиве, в 1950—1981 годах — глава редакционного бюро газеты в Иерусалиме. Зампредседателя Всеизраильского союза журналистов и глава иерусалимского Дома журналистов.
Тан-Пай был редактором антологии «Адам баКфар» (Человек в деревне, 1942), политического издательства «Сифрият шаот» (1943—1944); еженедельников «Хед Йерушалаим» (Иерусалимское эхо, 1944—1946) и «Ха-Цуф» (Нектар, 1947); детского иллюстрированного журналa «Микки Маус» (1947). Начиная с конца 1930-х годов выпустил десять поэтических сборников, включая «Ме-Алеф ад Тав» (От А до Я, 1937), «Вариацийот аль ха-Aвив» (Вариации на тему весны, 1941), «Ширей ха-Xoшеx ве-ха-Pеут» (Стихи о темноте и зрении (видимости), 1942), «Нетифим у-зкифим» (Сталактиты и сталагмиты, 1977), «Ше-хи рак хи — хи» (И она — лишь она, 1986), эволюционировав от футуризма со свободным ритмом к традиционному рифмованному стиху, детской и сатирической поэзии.
Много переводил с идиша, румынского, немецкого, французского и английского языков, в частности прозаические и поэтические произведения Бальзака, Бодлера, Мопассана, Артюра Рембо, А. С. Пушкина, «Севастопольские рассказы» Л. Н. Толстого, рассказы А. П. Чехова, сонеты Шекспира, том стихов Михая Эминеску и погибшей в Освенциме поэтессы на идише Мирьям Улиновер-Ульяновер.
Составил антологию репортажей выдающихся журналистов мира за период между 1793—1961 годами «Кан рагаш ха-Олам» (События, потрясшие мир, 1962; совместно с А. Хансеманом), франко-ивритский словарь (1966; совместно с С. Заком), редактировал сборник стихов и прозы о Иерусалиме «Ве-ле-Ирушалаим» (И в Иерусалим, 1968). Тан-Пай был удостоен ряда литературных премий, в том числе премии главы правительства (1971) и премии имени Х. Н. Бялика.

### Сборники стихотворений
- מאלף עד תו — Ме-Алеф ад тав (От А до Я), Тель-Авив, 1937.
- וריציות על האביב : מעגלי שירים — Вариацийот ал ха-Aвив (Вариации на тему весны), Тель-Авив, 1941.
- שירי החושך והראות — Ширей ха-Xошех ве-ха-Pеут (Стихи о темноте и зрении (видимости)), Тель-Авив, 1942.
- העושה בנפשות — ха-Oса бе-Нефашот, Тель-Авив, 1947.
- כל האדם — Коль Адам (Каждый человек), Тель-Авив, 1950.
- עולם כזה עולם כבא — Олам ка-зэ олам ке-ба (Этот мир, будущий мир), Тель-Авив, 1975.
- נטיפים וזקיפים — Нетифим у-Зкифим (Сталактиты и сталагмиты), Тель-Авив, 1977.
- חיים כמותם — Хаим ка-мутам (Жизнь как смерть), Тель-Авив, 1977.
- מראה צפון — Мар’а цафон (Компас), Иерусалим, 1979.
- הואלה — Хоала, Иерусалим, 1979.

### Переводы
- בין דם לדם — (Бейн дам ле-дам) Meж кровью и кровью — стихи Ицхока Иври (с идиша), Тель-Авив, 1940.
- כדור של שומן — (Кадур шель шуман) Koм сала — новеллы Ги де Мопассанa (с французского), Тель-Авив, 1943.
- סואסטופול — Севастополь, рассказы Л. Н. Толстого (с русского), Тель-Авив, 1943.
- סיפורו של ראש הגננים — (Сипуро шель рош ха-гананим) Рассказ главного садовника — рассказы А. П. Чехова, Тель-Авив, 1943.
- מאחורי הקלעים — (ми-Ахорей хa-клаим) За кулисами — роман Вики Баум (с немецкого), Тель-Авив, 1949.
- פיאר וזאן — Пьер и Жан — роман Ш. Фридмана (с французского), Тель-Авив, 1954.
- עלילות דון קישוט — (Алилот Дон-Кишот) Приключения Дон-Кихота — Дон-Кихот из Ламанчи (с испанского), Тель-Авив, 1965.
- האוצר של סבתא — (хa-Оцар шель Савта) Бабушкино сокровище — стихи Мирьям Улиновер-Ульяновер (с идиша). Предисловие Дана Садана и Давида Фришмана. Тель-Авив, 1975.

### Прочее
- מילון צרפתי — עברי — צרפתי — כיס Francais-Hebreu-Francais Dictionnaire (Французский-иврит/иврит-французский словарь), Тель-Авив, 1966.